# Liz Greene
Liz Greene, all'anagrafe Elizabeth Leigh (Englewood, 4 settembre 1946), è un'astrologa e psicologa britannica di origine statunitense.
Liz Greene è una delle più popolari astrologhe del ventesimo secolo, fondatrice dell'astrologia psicologica, le sue pubblicazioni sono state tradotte in molte lingue ottenendo ottimi riscontri di vendita.

## Biografia
Statunitense di nascita, si laurea a Los Angeles in psicologia. Si trasferisce nei primi anni 70 a Londra dove si appassiona di astrologia. Il suo approccio si basa sullo studio della psicologia junghiana e di altre forme di psicologia del profondo, e contribuisce alla creazione di una nuova branca dell'astrologia chiamata Astrologia psicologica. 
Nel 1985 si trasferì a Zurigo dove, con il programmatore Alois Treindl sviluppa il programma Astro Intelligence e successivamente il sito Astrodienst - Astro.com , punto di riferimento per gli astrologi di tutto il mondo. Liz Greene è stata cofondatrice, insieme a Howard Sasportas, del Centre for Psychological Astrology a Londra. Dopo la scomparsa di  Sasportas nel 1992, l'astrologo Charles Harvey prese il suo posto come codirettore, fino alla sua scomparsa nel 2000.
Greene diventò velocemente famosa con la pubblicazione da parte di Weiser, di Saturno: Una nuova occhiata ad un Vecchio Diavolo (A New Look at an Old Devil) nel 1976, nel quale cercò di rivedere una vera antica e maldicente immagine di Saturno come un pianeta di sfortuna, dandogli un'immagine che continua ad essere popolare tutt'oggi.
Nel 1980 la scrittrice scrisse un romanzo storico The Dreamer on the Vine (trad. it Il sognatore del vino); i libri successivi hanno riguardato argomenti nei cui si applicavano principi di psiconalisi all'astrologia (Astropsicologia o Astrologia Psicologica), molti scritti con Howard Sasportas.
Oltre a tenere frequenti conferenze e dirigere un programma di certificazione in Astrologia Psicologica, Liz Greene ha continuato a pubblicare libri ora pubblicati dalla sua stessa compagnia, la CPA Press.  Ha anche creato assieme a  Juliet Sharman-Burke, un insieme di tarocchi, chiamato il Mitico Tarocco (the Mythic Tarot)
I suoi testi più influenti sono stati, come già detto, Saturn: A New Look at an Old Devil, Astrologia del fato (The Astrology of Fate), I pianeti esterni ed i loro cicli  (The Outer Planets & Their Cycles), I Luminari (The Luminaries con H. Sasportas) e Il Nero dell'Anima (The Dark of the Soul) che sono buoni esempi del suo lavoro.

## Principali pubblicazioni
- Liz Greene.  Saturn:  A New Look at an Old Devil.  Samuel Weiser, Inc.  (York Beach, ME, 1976).  ISBN 0-87728-306-0.
- Liz Greene.  Relating:  An Astrological Guide to Living with Others on a Small Planet.  Samuel Weiser, Inc. (York Beach, ME, 1977.)  ISBN 0-87728-418-0.
- Liz Greene.  The Outer Planets & Their Cycles:  The Astrology of the Collective. CRCS Publications (Sebastopol, CA, 1983.)  ISBN 0-916360-60-1.
- Liz Greene.  The Astrology of Fate.  Samuel Weiser, Inc. (York Beach, ME, 1984.)  ISBN 0-87728-636-1.
- Liz Greene and Stephen Arroyo.  The Jupiter/Saturn Conference Lectures.  CRCS Publications (Sebastopol, CA, 1984.)  ISBN 0-916360-16-4.  (re-published as New Insights in Modern Astrology, (CRCS 1991.)  ISBN 0-916360-47-4)
- Liz Greene and Howard Sasportas.   The Development of the Personality.  Samuel Weiser, Inc. (York Beach, ME, 1987) ISBN 0-87728-673-6;
- Liz Greene and Howard Sasportas.  Dynamics of the Unconscious.  Samuel Weiser, Inc. (York Beach, ME, 1988) ISBN 0-87728-674-4.
- Liz Greene and Howard Sasportas.  The Luminaries. ISBN 0-87728-750-3.
- Liz Greene and Howard Sasportas (posthum.).  The Inner Planets.  Samuel Weiser, Inc. (York Beach, ME, 1993.)  ISBN 0-87728-741-4.
- Liz Greene and Juliet Sharman-Burke.  The Mythic Tarot.  Fireside Books (2001.)  ISBN 0-7432-1919-8.
- Liz Greene.  The Dark of the Soul:  Psychopathology in the Horoscope.  Centre for Psychological Astrology Press (London, 2003.)  ISBN 1-900869-28-4.

### Opere tradotte in italiano
- La relazione interpersonale. Casa Editrice Astrolabio-Ubaldini, Roma 1989
- Astrologia e amore. Casa Editrice Astrolabio-Ubaldini, Roma 1994
- Astrologia moderna. (con Stephen Arroyo) Casa Editrice Astrolabio-Ubaldini, Roma 1996
- I complessi psicologici nell'oroscopo. Casa Editrice Astrolabio-Ubaldini, Roma 2002
- L'arte di rubare il fuoco. Casa Editrice Astrolabio-Ubaldini, Roma 2005